# Guayana Esequiba

Mapa Guyany, Guayana Esequiba v zelené barvě

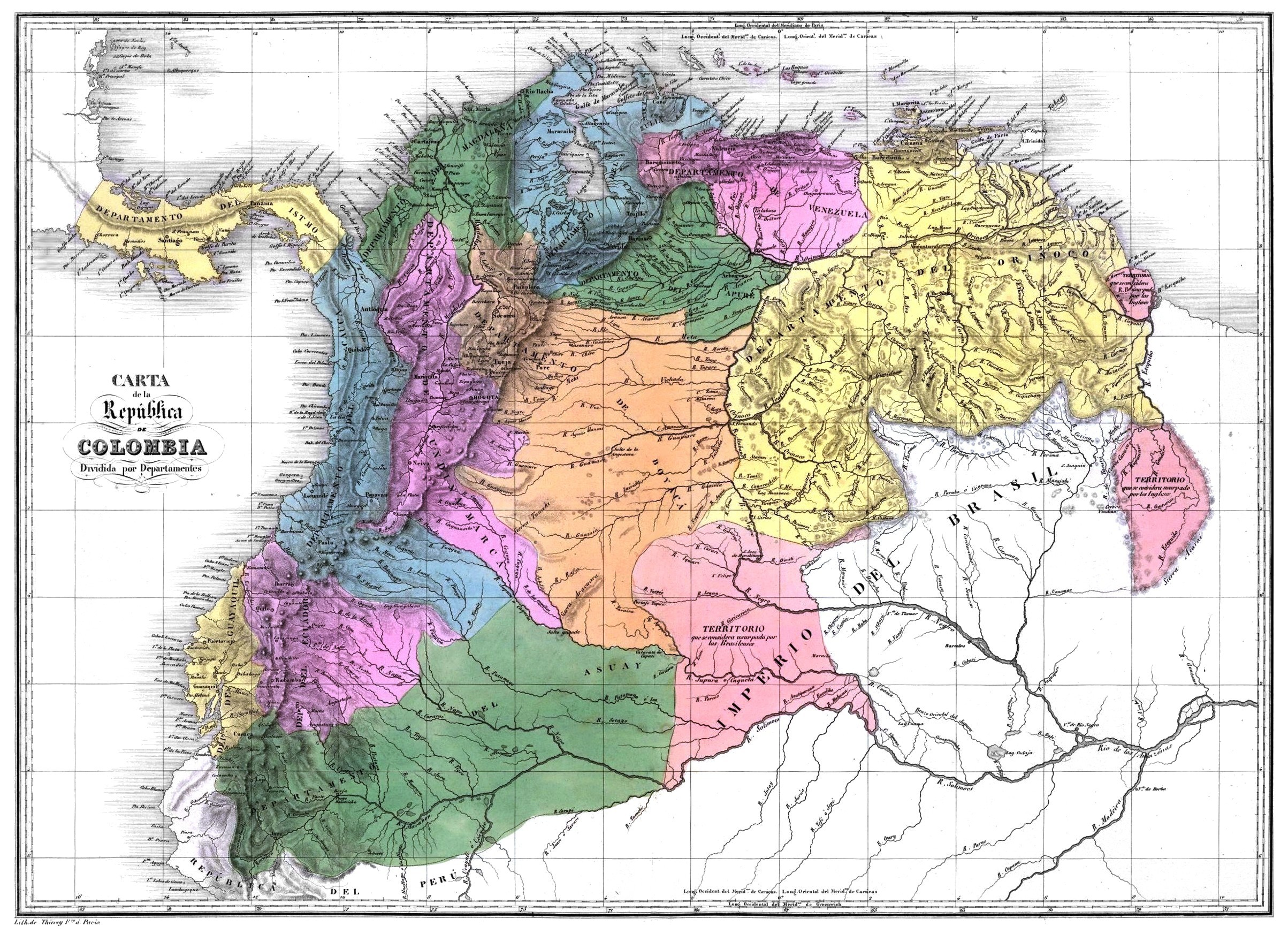
Mapa Velké Kolumbie včetně Guayany Esequibo z roku 1819

Guayana Esequiba (další možné pojmenování Teritorium Esequiba, v sousední Venezuele též používaný název Zona en Reclamación) je území v Guyaně, které si nárokuje sousední Venezuela. Jedná se území na západ od řeky Essequibo, která pramení na jihu země při brazilských hranicích, protéká Guyanou severním směrem a nakonec ústí do Atlantského oceánu. Území nárokované Venezuelou má rozlohu 159 000 km², což představuje 62 % rozlohy Guyany.
Z administrativně-správního hlediska území sestává z regionů Barima-Waini, Cuyuni-Mazaruni, Pomeroon-Supenaam, Potaro-Siparuni, Upper Takutu-Upper Essequibo a Essequibo Islands-West Demerara. 

## Historie
Španělé a Nizozemci začali osídlovat severní pobřeží Jižní Ameriky na konci 16. století. Nizozemská západoindická společnost zde začala podnikat okolo roku 1620 a postupně zde vznikly kolonie Essequibo, Demerara a Berbice. Snahy o nizozemské osidlování vnitrozemí ztroskotávaly. Britové do regionu přišli okolo roku 1700 a začali zakládat kávovníkové, bavlníkové a třtinové plantáže, na kterých pracovali afričtí otroci. Při založení generálního kapitanátu Venezuela španělským králem Karlem III. byla ustanovena hranice mezi španělskými a nizozemskými pozicemi v podobě řeky Essequibo, nicméně tato hranice fungovalo pouze de iure, žádná významnější kolonizace ze strany Španělska zde na západním břehu řeky neprobíhala. Nizozemci postupně ztráceli kontrolu nad územím na východním břehu řeky Essequibo, na počátku 19. století zde byli dominantní Britové. Tři nizozemské kolonie byly oficiálně přenechány Spojenému království podepsáním anglo-nizozemské dohody v roce 1814 po ukončení napoleonských válek.
V roce 1835 provedl cestovatel Robert Hermann Schomburgk pod záštitou Královské geografické společnosti biologický a geografický průzkum britského území. Následně byl pověřen vymezením hranic mezi britskými pozicemi a Venezuelou a Nizozemskou Guyanou (dnešní Surinam). Tzv. „Schomburgkova linie“ přiřkla Spojenému království rozlehlá území sahající na západním břehu Essequiba. Venezuela zpochybnila tuto hraniční linii a roku 1844 vznesla požadavek na území západně od řeky Essequibo. Británie přišla s protinávrhem, který však Venezuela odmítla.
V roce 1899 rozhodla mezinárodní smírčí komise složená ze zástupců Spojených států, Spojeného království a Ruského impéria o příslušnosti tohoto území k tehdejší Britské Guyaně. Venezuela nebyla v komisi zastoupena, ale její verdikt tehdy přijala. V roce 1963 však ve Venezuele vzrostly snahy tuto otázku znovu otevřít. Těsně před vyhlášením samostatného státu Guyana uzavřely Spojené království a Venezuela v Ženevě 17. února 1966 dohodu, podle které měla být zřízena nová mezinárodní smírčí komise za účelem nalezení praktického, mírového a uspokojivého vyřešení teritoriálního sporu. Nadto prohlásily obě strany této úmluvy rozhodnutí smírčí komise z roku 1899 za neplatné. Po čtyřech letech bezvýchodného vyjednávání byla smírčí komise rozpuštěna. 
Venezuela zastává své jednostranné nároky na sporné území až do současnosti a několikrát je přednesla před mezinárodními instancemi, například před Organizací spojených národů (OSN) v roce 2006. Naopak Guyana předložila v roce 2018 tento případ k rozhodnutí Mezinárodnímu soudnímu dvoru v Haagu. Dne 1. prosince 2023 rozhodl soudní tribunál v Haagu ve prospěch Guyany. V referendu konaném dne 3. prosince 2023 se obyvatelstvo Venezuely většinou 96 % rozhodlo podpořit vládu Nicoláse Madury, aby nadále usilovala o převzetí správy nad velkou částí guayanského území, na kterém jsou prokazatelně významná naleziště ropy. Venezuela se bude snažit o vytvoření nového spolkového státu s názvem Guayana Esequiba, přičemž má tamější obyvatelstvo obdržet venezuelské státní občanství.